# Plantarum seu stirpium historia

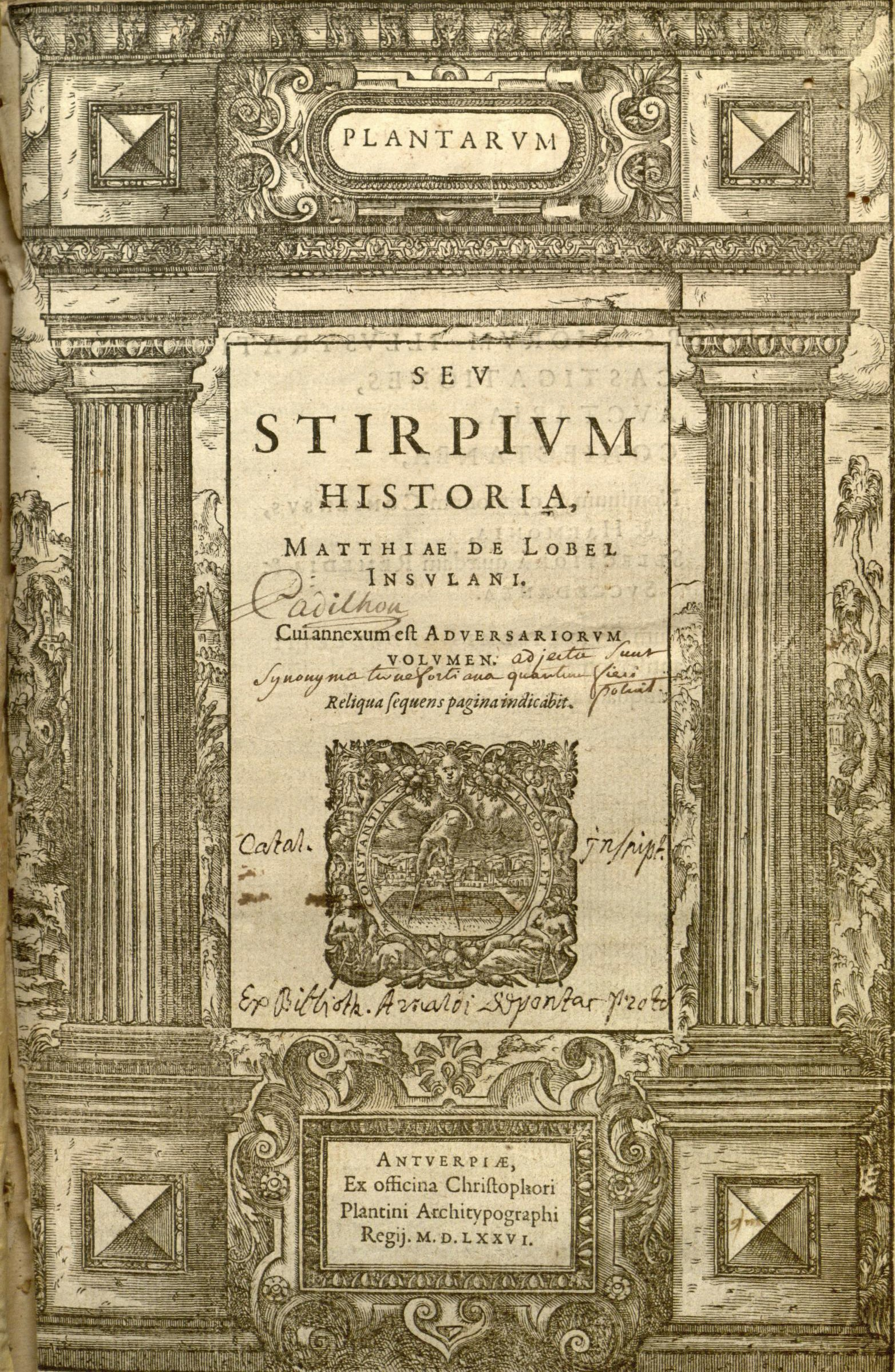
Page de titre de Plantarum seu stirpium historia.

Plantarum seu stirpium historia est un  ouvrage de botanique illustré de Mathias de l'Obel (Lobelius, 1538–1616), médecin et botaniste flamand. Il a été publié à Anvers en 1576. Par la suite, en 1581, de l'Obel en publie une traduction en flamand sous le titre de Kruydtboeck.  Il s'agit du deuxième ouvrage de l'Obel, après la publication du « Stirpium adversaria nova » à Londres en 1570-1571. Cet ouvrage était destiné à accompagner cette première publication, dont il incorpore une version révisée sous le nom de Nova  stirpium adversaria
Le Plantarum a été imprimé par Christophe Plantin, dont l'atelier a produit la plupart des grands ouvrages botaniques de l'époque et accumulé un stock important de gravures sur bois qui étaient recyclées entre toutes ces publications. 
Cet ouvrage, rédigé en latin, présente des descriptions et illustrations de plus de 2000 plantes connues de Mathias de l'Obel. Il indique les noms des plantes en latin, allemand, anglais, français, flamand, italien et espagnol. Il comprend également une histoire de la botanique et de l'utilisation des plantes dans le traitement des maladies. Il est remarquable en ce qu'il constitue l'une des premières tentatives de classer les plantes en fonction de leurs caractéristiques naturelles plutôt que de leurs propriétés médicinales.

## Structure
La section initiale, Stirpium Observationes (671 pages), est nouvelle et largement illustrée par 1473 gravures sur bois. Elle est suivie par le Nova Stirpium adversaria révisé. Nombre des gravures ont été empruntées à d'autres ouvrages botaniques, mais environ la moitié d'entre elles sont des originaux propres à cette publication. Outre le Nova Stirpium, l'ouvrage comprend un article de Guillaume Rondelet, qui fut le mentor de Lobel à l'université de Montpellier. Il s'agit d'une publication de 15 pages (657-671) intitulée « De succedaneis, imitatione rondeletii, e cujus fragmentis et praelectionibus haec fere decerpta sunt ».